# Pibo Steenstra
Pibo Steentra (zijn voornaam wordt ook geschreven als Pybo, Piebe of Pieter) (Franeker? – Amsterdam, 21 juli 1788) was een mathematicus te Franeker. In juni 1759 deed hij belijdenis en vertrok hij direct daarna naar Leiden. Hij was daar bij de universiteit benoemd tot Lector in de Nederduitsche Mathématique; hij begon zijn lessen in 1759 met een redevoering in het Nederlands (dus niet in het Latijn, wat heel bijzonder was). Hij was de opvolger van Adrianus Cuypers. Zijn vader was tichelaarsknecht. Na drie jaar vertrok hij. Zelf kondigt hij zich aan als ‘Doctor en Lector der Wiskunde, Zeevaart en Sterrenkunde’. Hij aanvaardde in 1763 dezelfde betrekking aan de Universiteit van Amsterdam, waarschijnlijk omdat hij dacht daar door te kunnen groeien naar een professoraat. Een poging daartoe in 1771 is vruchteloos gebleken. Van Swinden werd uiteindelijk op die post benoemd.
Steenstra schreef veel elementaire leerboeken op het gebied van de wis-, natuur- en sterrenkunde. Ook was hij actief bij het zoeken naar oplossingen voor het stinken van het IJ. Hij was lid van de Hollandsche Maatschappij der Wetenschappen sinds 1771.
Er zijn een tweetal boekjes verschenen van een "Liefhebber der Waterloopkunde". Door verschillende bibliotheken wordt aangenomen dat dit een pseudoniem is van Pibo Steenstra. Op deze werkjes is inhoudelijk nogal wat kritiek gekomen door Laurens Brandligt. Maar omdat deze in zijn boekje onderscheid maakt tussen kritiek op de "Liefhebber" en kritiek op Pibo Steenstra, lijkt het voor de hand te liggen dat dit niet dezelfde personen zijn. Dit temeer omdat Brandligt in een latere publicatie over Den Helder nadrukkelijk steun vraagt en krijgt van Steenstra.
- Biografisch Portaal: 02070123
- CiNii: DA16423218
- Gemeinsame Normdatei: 1157793495
- Mathematics Genealogy Project: 123868
- Nederlandse Thesaurus van Auteursnamen: 070656886
- Système universitaire de documentation: 255459645
- Virtual International Authority File: 280148724
- WorldCat: E39PBJfMmTRtH6CFqyHvCtVt8C